# Langendreer
Langendreer ist der östlichste Stadtteil von Bochum. Er wurde 1929 eingemeindet. Im Westen grenzt er vor allem an Werne sowie an Laer und Querenburg. Im Nordosten liegt der Dortmunder Stadtteil Lütgendortmund, im Osten und Süden grenzt Langendreer an Witten.

## Geschichte

### Mittelalter bis Frühe Neuzeit

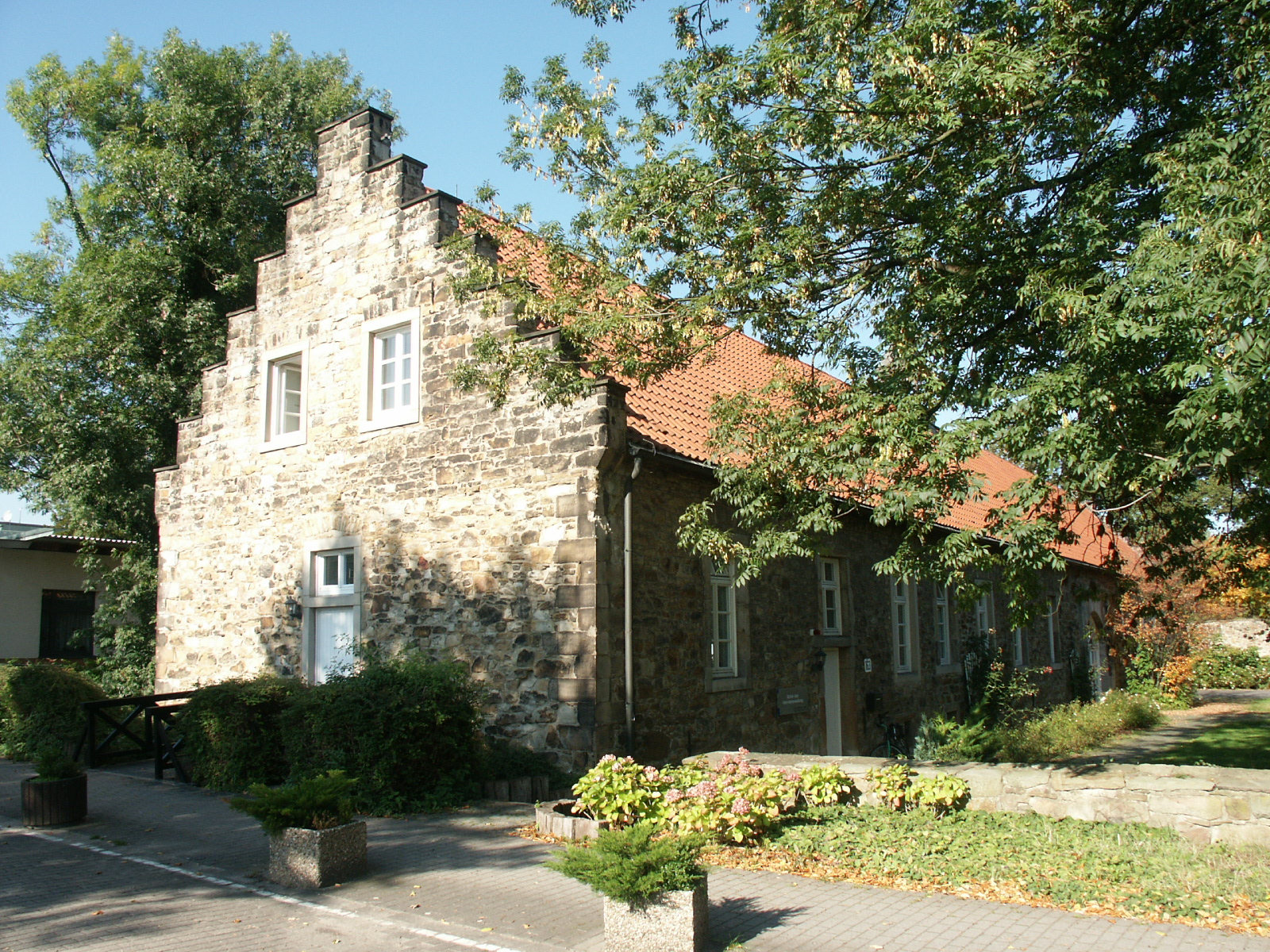
Haus Langendreer (2005)

Der Name Langendreer leitet sich aus der Bezeichnung Threiri (Dreer) ab und wird in dieser Form erstmals um das Jahr 900 im Heberegister des Klosters Werden (Werdener Urbar A) genannt, welches viele Bauerschaften (villae) im Borahtron-Gau auflistete. Der Name beruht auf der Siedlungsstruktur des mittelalterlichen Langendreer, in dem es drei Siedlungsschwerpunkte gab. Deshalb auch die unterschiedliche Schreibweise des Ortes als Thiere (1045), Thrire (um 1150), Drire (1220), Drere (1321), Dreyre (1386), Langendreyr (1434) und ab 1583 Langendreer.
Seit dem 9. Jahrhundert befand sich hier auch der Rittersitz Haus Langendreer. Um 1092 wurden in der Abtei Werden schon eine Gruppe von 10 Höfen und eine Langendreerer Edelingsfamilie genannt. Ein weiterer Rittersitz hieß Darneden (1412), später noch als Hof Niermann existent. Von historischer Bedeutung ist Haus Laer, eine Wasserburg aus dem Jahr 940. Das Rittergut kann besichtigt und für Feste und Veranstaltungen gemietet werden. In der Nähe des namensgebenden Rittersitzes befand sich früher die meiste Bebauung. Heute haben sich in dieser etwas abgelegenen Ecke viele alte Häuser erhalten.
Langendreer gehörte im Spätmittelalter und der Frühen Neuzeit mit eigener Bauerschaft (Langendryer) im Oberamt Bochum zur Grafschaft Mark. Laut dem Schatzbuch der Grafschaft Mark von 1486 hatten die 47 Steuerpflichtigen Hofbesitzer der Bauerschaft zwischen 1 oirt und 6 Goldgulden an Abgabe zu leisten. Darunter immerhin sechs Schultenhöfe. Im Jahr 1705 waren in der großen Bauerschaft 76 Steuerpflichtige mit Abgaben an die Rentei Oberamt Bochum im Kataster verzeichnet. Darunter noch vier Schultenhöfe. Dem Kloster Elsey gehörte der im Jahr 1266 von der Adelsfamilie Ovelacker gekaufte Niederschulten-Hof in Langendreer.

### 16. Jahrhundert
Im Jahr 1599 zerstörte der spanische Oberst La Barlotta mit seinen Soldaten das ganze Dorf samt Kirche und Ritterburg. Sie „übten sonsten große Tyrannei und Mutwillen an Manns- und Weibspersonen mit Morden und Schänden“.

### 19. Jahrhundert

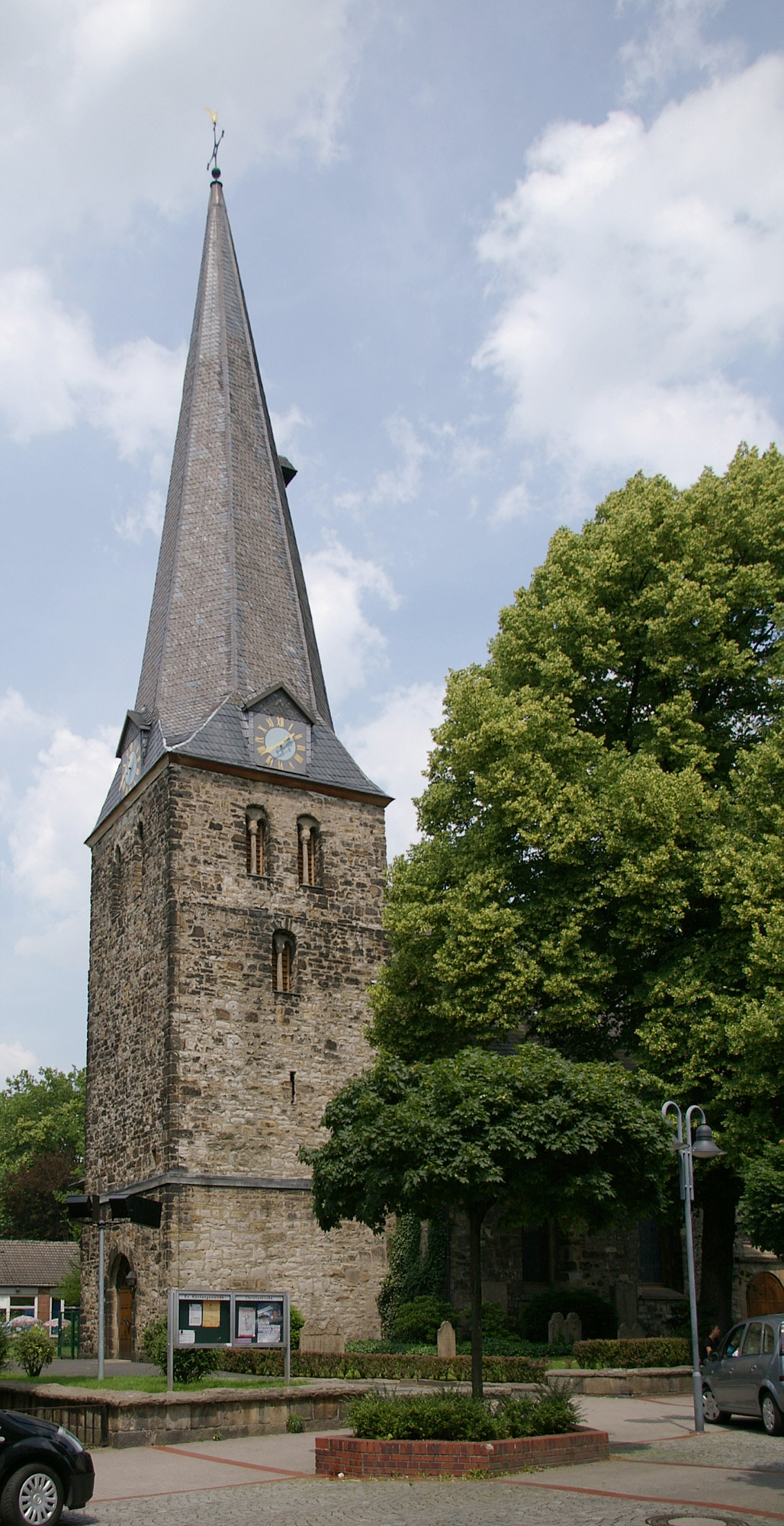
Christuskirche

Bis Anfang des 19. Jahrhunderts gehörte Langendreer zur preußischen Grafschaft Mark; 1809 wurde Langendreer im Zuge einer Neuordnung der Gebietsgrenzen durch französische Besatzungstruppen Teil der Mairie Witten. Nach dem vollständigen Abzug der Truppen Napoleons 1815 übernahmen die nunmehr preußischen Machthaber viele der von den Franzosen geschaffenen Verwaltungseinheiten. Daher blieb Langendreer zunächst in einem Amt mit Witten und anderen Dörfern aus der Umgebung vereint. Aufgrund der Verleihung der Stadtrechte an Witten 1823 wurde der genaue Status von Langendreer unklar; denn einerseits gehörte Langendreer nun zu Witten, andererseits stellte Langendreer aufgrund seiner Größe eine eigene Verwaltungseinheit dar. 1850 wurde schließlich das Amt Langendreer gegründet.
Das 1900 errichtete Amtshaus belegt den Aufstieg Langendreers (1839: 1515 Einwohner; 1885: 10.151 Einwohner; 1905: 23.111 Einwohner).
Langendreer verfügt über eine reiche Industriegeschichte; so gab es mehrere kleine und große Kohlebergwerke wie zum Beispiel die Zeche Vollmond, Zeche Neu-Iserlohn, Zeche Vereinigte Urbanus, Zeche Mansfeld, Zeche Constanze, Zeche Bruchstraße und Zeche Siebenplaneten.

### 20. Jahrhundert
Im Ersten Weltkrieg hatte die Gemeinde 956 Gefallene zu beklagen. Das Kriegerdenkmal von Hans Dammann wurde am 28. Juli 1929 an der heutigen Unterstraße eingeweiht.

#### Gemeindereform 1929
Im Zuge der Gemeindereform vom 1. August 1929 wurde Langendreer ein Stadtteil Bochums. Grund für die Eingemeindung war unter anderem der Güterbahnhof in Langendreer; denn Bochum verfügte über keine vergleichbare Kapazität.
Einige Teile Langendreers (Crengeldanz, Krone und Papenholz) wurden jedoch der Stadt Witten zugeordnet; andererseits breitete sich das Gebiet Langendreers nach Osten aus, da das Dorf Somborn in zwei Teile geteilt wurde. Eine Hälfte erhielt Langendreer (also Bochum), die andere Hälfte ging an Dortmund. Seit 1929 wird Langendreer als der Osten von Bochum betrachtet. Südlichster Teil ist die Kaltehardt.

#### Zweiter Weltkrieg

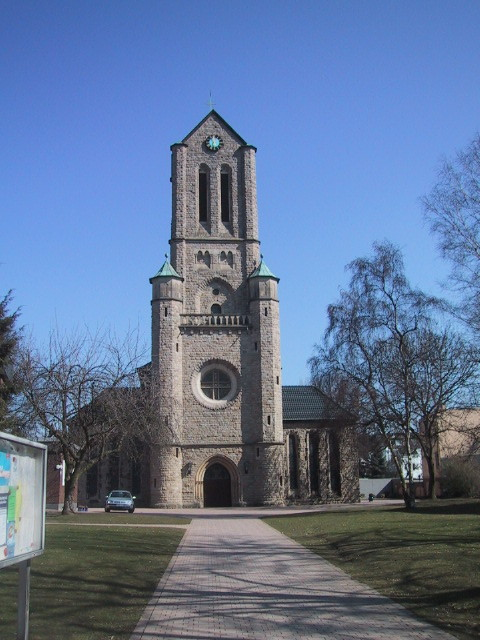
Kath. Kirche Unsere Liebe Frau vom Rosenkranz (St. Marien)

In den späten Kriegsmonaten wurde Langendreer mehrfach zum Ziel der alliierten Luftangriffe auf das Ruhrgebiet:
- 6. November 1944: Angriff auf den Bahnhofsbereich
- 9. November 1944: 16 Bomben auf dem Amtsplatz, Zerstörung von Schulen und Wohnhäusern
- 12. Dezember 1944: Drei weitere Häuser werden zerstört
- 15. Januar 1945: Ein großer Luftangriff fordert 190 Todesopfer
- 18. März 1945: Das Gymnasium wird schwer getroffen
- 22. März 1945: Beim größten Luftangriff wird auch die Marienkirche, „Dom des Ruhrgebietes“ genannt, zerstört.

Am 11. April 1945 rückte die amerikanische Armee nach dreitägigem Artilleriebeschuss in den Ort ein. Etwa ein Drittel der Häuser Langendreers waren beschädigt oder zerstört.

#### Nachkriegszeit
In der Nachkriegszeit förderten die Zechen Rekordmengen von Steinkohle. In den 1960er Jahren fanden zahlreiche Zechenschließungen statt.
Wirtschaftlich wichtigster Faktor – auch für das räumlich kaum noch von Langendreer trennbare Werne – waren die Opel-Werke II und III. Aufgrund des Programms des Sozialen Wohnungsbaus entstanden einige Trabantenviertel, unter anderem die Sonnenleite.
Langendreer hat sich zu einem lebendigen Stadtteil entwickelt, mit u. a. vielen Einkaufsmöglichkeiten und Kleinunternehmern und der beliebte Langendreer Wochenmarkt am Freitag.

## Bevölkerung
Am 31. Dezember 2024 lebten 25.139 Einwohner im statistischen Bezirk Langendreer.
Strukturdaten der Bevölkerung im statistischen Bezirk Langendreer:
- Minderjährigenquote: 15,6 % [Bochumer Durchschnitt: 15,2 % (2024)]
- Altenquote (60 Jahre und älter): 31,7 % [Bochumer Durchschnitt: 29,3 % (2024)]
- Ausländeranteil: 12,5 % [Bochumer Durchschnitt: 17,0 % (2024)]
- Arbeitslosenquote: 8,9 % [Bochumer Durchschnitt: 8,9 % (2017)]

Am 31. Dezember 2024 lebten 6.908 Einwohner im statistischen Bezirk Langendreer-Alter Bahnhof.
Strukturdaten der Bevölkerung im statistischen Bezirk Langendreer-Alter Bahnhof:
- Minderjährigenquote: 16,9 % [Bochumer Durchschnitt: 15,2 % (2023)]
- Altenquote (60 Jahre und älter): 24,7 % [Bochumer Durchschnitt: 29,3 % (2024)]
- Ausländeranteil: 22,8 % [Bochumer Durchschnitt: 17,0 % (2024)]

## Infrastruktur

### Bildung
Langendreer verfügt mit der Lessing-Schule über ein eigenes Gymnasium, angrenzend an die Zweigstelle der Stadtbücherei und einer Sporthalle. Neben vier Grundschulen ist die Sekundarschule Bochum-Ost Nelson Mandela-Schule vorhanden. Außerdem gibt es eine der ältesten Waldorfschulen Nordrhein-Westfalens, die Rudolf Steiner Schule Bochum Langendreer, gegründet 1958, mit ca. 900 Schülern. Des Weiteren befindet sich am ehemaligen Haus Langendreer ein Förderschulzentrum des Landschaftsverbands Westfalen-Lippe, bestehend aus einer Förderschule für Körperliche und Motorische Entwicklung, einer Förderschule mit dem Förderschwerpunkt Hören und Kommunikation sowie einer Förderschule mit dem Förderschwerpunkt Sprache. Im Gebäude des ehemaligen Amtsgerichts befindet sich heute eine Zweigstelle der Musikschule Bochum.

### Gesundheit

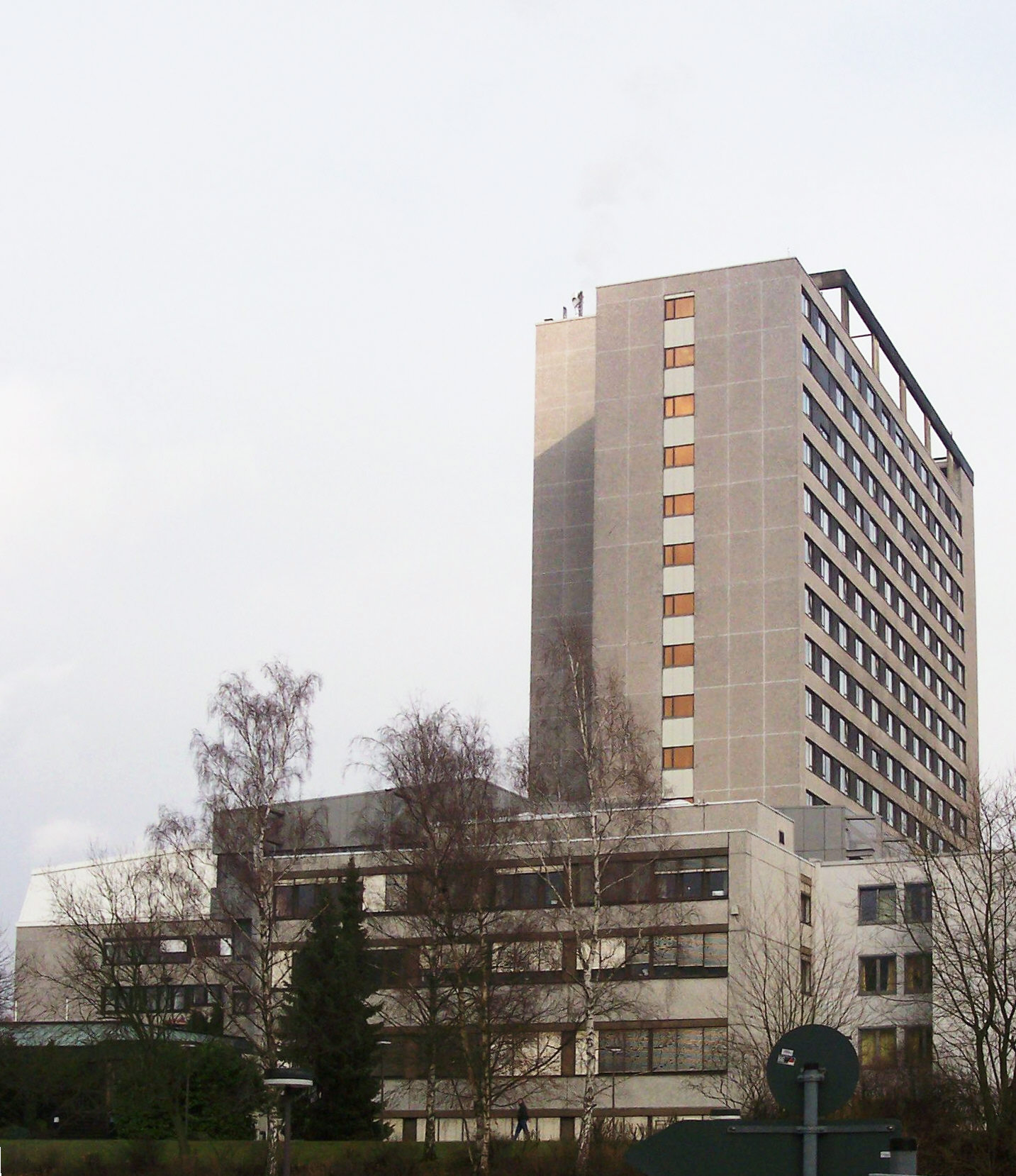
Knappschaftskrankenhaus Langendreer

Das Knappschaftskrankenhaus Bochum-Langendreer genießt als Unfallkrankenhaus überregional einen guten Ruf und ist im Rahmen des Bochumer Modells eine Einrichtung des Universitätsklinikums der Ruhr-Universität Bochum. Der alte Rittersitz Haus Langendreer ist heute Teil der Schule für Behinderte des Landschaftsverbandes Westfalen-Lippe.

### Verkehr
Langendreer ist durch die A 40 im Norden sowie die A 448 im Süden an das Autobahnnetz angebunden. Die Anschlussstelle Witten-Zentrum der letztgenannten Autobahn liegt unmittelbar an der Stadtgrenze; die B 235 durchquert Langendreer auf der Nord-Süd-Achse.
Es gibt zwei Stationen der S-Bahn-Linie S1, Bochum-Langendreer und Bochum-Langendreer West. Beide bestehen aus zwei Gleisen an einem Bahnsteig.
| Linie | Verlauf | Takt                                      |
| ----- | --- | ----------------------------------------- |
| S 1   | Solingen Hbf – SG-Vogelpark – Hilden Süd – Hilden – D-Eller – D-Eller Mitte – D-Oberbilk – D-Volksgarten – Düsseldorf Hbf – D-Wehrhahn – D-Zoo – D-Derendorf – D-Unterrath – D-Flughafen – Angermund – DU-Rahm – DU-Großenbaum – DU-Buchholz – DU-Schlenk – Duisburg Hbf – MH-Styrum – Mülheim (Ruhr) Hbf – E-Frohnhausen – Essen West – Essen Hbf – E-Steele – E-Steele Ost – E-Eiberg – Wattenscheid-Höntrop – BO-Ehrenfeld – Bochum Hbf – BO-Langendreer West – BO-Langendreer – DO-Kley – DO-Oespel – DO-Universität – DO-Dorstfeld Süd – DO-Dorstfeld – Dortmund Hbf Stand: Fahrplanwechsel Dezember 2023 | 30 min 15 min (Essen–Dortmund wochentags) |

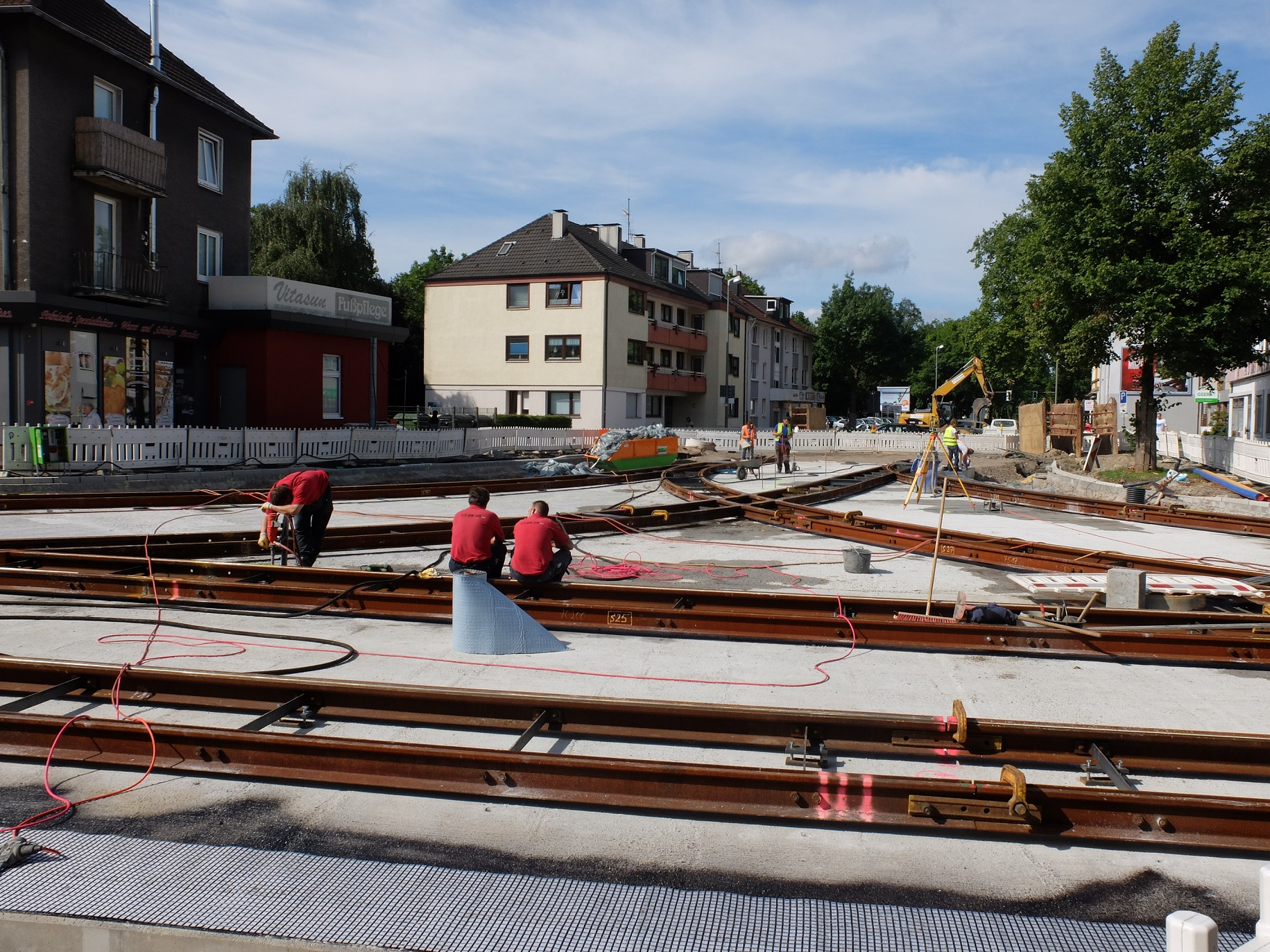
Langendreer Markt, Abzweig in Bau

Die Straßenbahn Bochum/Gelsenkirchen bedient mit den vier Linien 302, 305, 309 und 310 den Stadtteil. Die Linien 302 und 305 führen vom S-Bahnhof Langendreer über die Bochumer Innenstadt nach Gelsenkirchen-Buer bzw. Wattenscheid-Höntrop. Von Witten-Heven kommend fahren die Linien 309 und 310 nach Langendreer, wobei die 309 am Bahnhof endet, während die 310 ebenfalls Richtung Bochum und Höntrop fährt. Ehemals führte die 310 südwestlich an Langendreer vorbei, diese landschaftlich reizvolle Überlandstraßenbahn auf eingleisiger Strecke zwischen den Haltestellen Unterstraße und Papenholz wurde jedoch mit Neubau der Straßenbahn in Langendreer stillgelegt.
Außerdem wird Langendreer durch die Buslinien 345, 355, 364, 366, 369, 370, 372, 378 und 379 sowie die NachtExpress-Linien NE 3 und NE 18 erschlossen. Sämtliche Bus- und Straßenbahnlinien werden von der BOGESTRA betrieben.
| Linie | Verlauf | Takt (Mo–Fr)                                                                                      |
| ----- | --- | ------------------------------------------------------------------------------------------------- |
| 302   | Gelsenkirchen-Buer Rathaus – Gelsenkirchen, Veltins-Arena – Gelsenkirchen-Schalke – Musiktheater – U Heinrich-König-Platz – U Gelsenkirchen Hbf – Gelsenkirchen-Ückendorf – Bochum-Wattenscheid, August-Bebel-Platz – Stahlhausen Wattenscheider Str. – U Bochumer Verein/Jahrhunderthalle – U Rathaus (Süd) – U Bochum Hbf – U Lohring – Altenbochum Kirche – Bochum-Laer Mitte – (Mark 51° 7 – Langendreer Markt – Langendreer ) / O-Werk | 15 min                                                                                            |
| 305   | Bochum-Wattenscheid Höntrop Kirche – Stahlhausen Wattenscheider Str. – U Bochumer Verein/Jahrhunderthalle – U Rathaus (Süd) – U Bochum Hbf – U Lohring – Altenbochum Kirche – Bochum-Laer Mitte – Mark 51° 7 – Langendreer Markt – Langendreer | 30 min                                                                                            |
| 309   | Bochum-Langendreer – Langendreer Markt – Witten, Crengeldanz – Witten, Marienhospital – Witten Rathaus – Witten, Bahnhofstraße – Witten, Heven Dorf | 30 min                                                                                            |
| 310   | Bochum-Wattenscheid Höntrop Kirche – Stahlhausen Wattenscheider Str. – U Bochumer Verein/Jahrhunderthalle – U Rathaus (Süd) – U Bochum Hbf – U Lohring – Altenbochum Kirche – Bochum-Laer Mitte – Mark 51° 7 – Langendreer Markt – Witten, Crengeldanz – Witten, Marienhospital – Witten Rathaus –Witten, Bahnhofstraße – Witten, Heven Dorf                                                                                                | 30 min                                                                                            |
| 345   | Bochum-Dahlhausen – Dahlhausen Im Berge – Oberdahlhausen – Eppendorf Mitte – Stahlhausen Wattenscheider Str. – Bochumer Verein/Jahrhunderthalle – Bochum West Bf – Bochum Rathaus – Bochum Hbf – Oskar-Hoffmann-Str. – Wasserstr. – Altenbochum Kirche – Laer Mitte – Bochum-Werne – Bochum-Langendreer West – Langendreer Amt – Knappschaftskrankenhaus                                                                                    | 30 min                                                                                            |
| 355   | Bochum-Dahlhausen – Dahlhausen Im Berge – Oberdahlhausen – Eppendorf Mitte – Bärendorf – Bergmannsheil – Bochum-Ehrenfeld – Bochumer Verein/Jahrhunderthalle – Bochum West Bf – Bochum Rathaus – Bochum Hbf – Lohring – Laer Mitte – Bochum-Werne – Bochum-Langendreer West – Langendreer Amt – Knappschaftskrankenhaus – Sportplatz Papenholz                                                                                              | 30 min                                                                                            |
| 364   | Sportplatz Papenholz – Bochum-Langendreer West – Werne Amt – Ruhr-Park – Kirchharpen – Gerthe Mitte – Castrop-Rauxel-Merklinde – Castrop Münsterplatz | 30 min                                                                                            |
| 366   | Bochum-Langendreer Luchsweg – BO-Langendreer West – Werne – Ruhr-Park – Kirchharpen – Rosenberg – Hiltrop Kirche – (Riemke Markt – Riemke Bf ) / (Marienhospital Herne – Archäologie-Museum/Kreuzkirche – Herne Mitte – Herne Bf ) | 30 min (Langendreer–Hiltrop) 60 min (Hiltrop–Riemke) 60 min (Hiltrop–Herne)                       |
| 369   | Dortmund Lütgendortmund – Langendreer – Langendreer Markt – DO-Somborn – Dortmund Lütgendortmund | 30 min                                                                                            |
| 370   | Bochum Stiepeler Dorfkirche – Stiepel – Querenburg – Ruhr-Universität – Bochum-Langendreer West – Werne Mitte – Dortmund Lütgendortmund | 30 min                                                                                            |
| 372   | Bochum-Querenburg, Ruhr-Universität – Gesundheitscampus – Markstr. – Steinkuhl – O-Werk – Laer Mitte – Bochum-Langendreer West – Gewerbegebiet Mansfeld | 60 min                                                                                            |
| 378   | Querenburg, Ruhr-Universität – Langendreer Markt – Bochum-Langendreer – Dortmund-Lütgendortmund – Bövinghausen – Castrop-Rauxel-Merklinde – Castrop Münsterplatz | 15 min (Ruhr-Uni–Lütgend.) 30 min (Lütgend.–Castrop)                                              |
| 379   | Harpen, Ruhr-Park – Werne Amt – Bochum-Langendreer – Langendreer Markt – Langendreerholz – Witten Rathaus – Witten Hbf – Witten-Bommern Bf – Bommern Mitte – Bommeraner Heide – Durchholz – Haßlinghausen Busbahnhof | 30 min (Ruhr Park–Bomm. Heide) 15 min (Witten Rathaus–Bomm. Heide) 60 min (Bomm. Heide–Haßlingh.) |
| NE3   | Bochum Hbf – Altenbochum – Laer Mitte / Sutumer Str. – (Werne Mitte → Werne Amt → Bochum-Langendreer →) / (← BO-Langendreer West ← Kaltehardt) – Langendreer Markt | 60 min                                                                                            |
| NE18  | Langendreer Nord → Bochum-Langendreer → Langendreer Markt → Witten Hbf → Witten Rathaus → Witten-Annen → Annen Markt → Stockum → Witten Rathaus → Langendreerholz → Langendreer Markt → Bochum-Langendreer → Langendreer Nord | 60 min                                                                                            |

### Freizeitgestaltung
- Das frühere Bahnhofsgebäude von Langendreer wurde in den 1980er-Jahren zum Kulturzentrum Bahnhof-Langendreer umgebaut, wo unter anderem Veranstaltungen wie Konzerte oder alternative und schwule bzw. lesbische Diskothekenabende stattfinden.
- Die Diskothek Matrix, der ehemalige „Rockpalast“, befindet sich in der alten Müser-Brauerei.
- Die ehemalige Diskothek Zwischenfall, davor „Appel“, am Alten Bahnhof war ein bekannter Treff der Gothic-Szene, wurde aber aufgrund eines Feuers, das sich 2011 in den oberen Etagen ereignete, 2016 abgerissen.

### Naherholung und Sehenswürdigkeiten

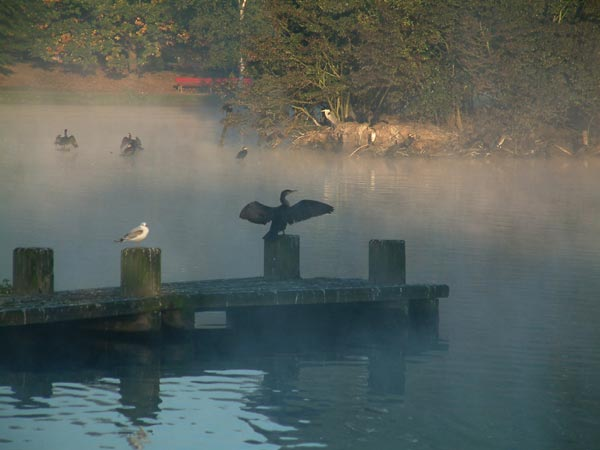
Ümminger See im Morgennebel

Der Langendreerbach mündet am Ümminger See in den Oelbach; der See gilt inzwischen als beliebtes Ausflugsziel über die Grenzen von Langendreer hinaus. Von historischem Wert liegt ganz in der Nähe der Historische Friedhof im Ortsteil Ümmingen. Weiterhin lädt der Volkspark Langendreer, der zwischen den beiden Ortsteilen Dorf und Alter Bahnhof liegt, zum Verweilen ein.
Die ehemalige Lutherkirche ist seit 2012 Stadtteilzentrum. Das Kriegerdenkmal wurde 1987 mutwillig beschädigt.

### Museum
Im Amtshaus Langendreer befindet sich seit 1995 die Heimatstube Langendreer. Hier haben die beiden Gründer, Friedhelm Vielstich und Heinz-Richard Gräfe, mehr als 1000 Exponate, wie Fahnen, Fotos und Dokumente zusammengetragen und daraus eine Ausstellung zur zeitlichen Geschichte im Bochumer Osten erstellt.

## Persönlichkeiten

### Söhne und Töchter des Ortes
- Egon Becker (1910–1989), Künstler, Mitglied im „Bauhaus“
- Friedel Beckmann (1901–1983), Opernsängerin, Mezzosopranistin
- Albert Bollmann (1889–1959), Fußballspieler
- Claus Bredenbrock (geboren 1947), Filmemacher und freier Journalist
- Lutz Gerresheim (1958–1980), Fußballspieler
- Albrecht Giersch (Pseudonym Bruno Lossa, 1880–1946), Schriftsteller
- Friedrich Gnaß (1892–1958), Schauspieler
- Horst-Dieter „Oskar“ Gölzenleuchter (geboren 1944), Künstler
- Leon Goretzka (geboren 1995), Fußballspieler
- David Jablonowski (geboren 1982), Künstler
- Fred Kassen (1903–1972), Gründer und Leiter des Kölner Kabarett- und Kleinkunsttheaters Senftöpfchen
- Fritz Katzmann (1906–1957), deutscher SS-Generalleutnant
- Franz Land, geborener Krajewski (1896–1974), Politiker (NSDAP), Mitglied des Reichstags
- Paul Mangen (geboren 1948), Künstler
- Friedrich Wilhelm Müser (1812–1874), erster Verwaltungsratsvorsitzender der Harpener Bergbau AG
- Carl Overthun (1864–1936), Berghauptmann des Oberbergamtes Dortmund
- Bastian Pastewka (geboren 1972), Schauspieler, Komiker
- Hugo Pütter (1883–1963), hessischer Politiker (DDP, CDU)
- Paul Prieß (1879–1935), Jurist und Oberbürgermeister von Bielefeld 1932–1935
- Andreas „Andi“ Rogenhagen (geboren 1965), Filmemacher und Autor
- Emil Sander (1905–1985), Politiker und Landtagsabgeordneter der Kommunistischen Partei Deutschlands
- Max Seippel (1850–1913), Schriftsteller
- Hans Thiemann (1910–1977), Künstler, Mitglied im „Bauhaus“
- Wolfgang Welt (1952–2016), Schriftsteller
- Rudolf Wilmes (1894–1955), Romanist, Aragonesist und Sprachwissenschaftler